# Лунный мальчик
«Малыш Мун» (англ. Moone Boy) — ирландский комедийный сериал от Британского телеканала Sky One.
В качестве главного героя, а также автора и продюсера сериала выступил Крис О’Дауд, известный участием в шоу Компьютерщики.

## Сюжет
Шон, воображаемый друг 12-летнего мальчика Мартина Муна, младшего ребёнка из обычной ирландской семьи, живущей в небольшом провинциальном городишке. В фантазиях Мартина тетрадные рисунки оживают, а вымышленный приятель и наставник помогает преодолевать все жизненные трудности, которые в детстве сваливаются практически на любого из нас.

## Актёры и персонажи
- Крис О’Дауд — Шон Мёрфи
- Дэвид Роул — Мартин Мун
- Дирдри О’Кейн — Дебра Мун
- Сара Уайт — Шинейд Мун
- Клэр Моннилли — Фидельма Мун
- Питер МакДональд — Лиам Мун
- Ифа Даффин — Триша Мун

## Список эпизодов

### Сезон 1 (2012)
| Серия | Название                 | Режиссёр     | Сценаристы                | Зритель | Дата показа      |
| ----- | ------------------------ | ------------ | ------------------------- | ------- | ---------------- |
| 1     | «Мужчина в доме»         | Деклан Лауни | Крис О’Дауд и Никки Мерфи | 698,000 | 14 сентября 2012 |
| 2     | «Все за Мэри»            | Деклан Лауни | Крис О’Дауд и Никки Мерфи | 543,000 | 14 сентября 2012 |
| 3     | «Another Ещё одна стена» | Деклан Лауни | Крис О’Дауд и Никки Мерфи | 483,000 | 21 сентября 2012 |
| 4     | «Ночная сторона Луна»    | Деклан Лауни | Крис О’Дауд и Никки Мерфи | 383,000 | 28 сентября 2012 |
| 5     | «Святоши»                | Деклан Лауни | Крис О’Дауд и Никки Мерфи | 382,000 | 5 октября 2012   |
| 6     | «Последний звонок»       | Деклан Лауни | Крис О’Дауд и Никки Мерфи | 443,000 | 12 октября 2012  |

### Сезон 2 (2014)
| Серия | Название                    | Режиссёр      | Сценаристы                | Зритель | Дата показа     |
| ----- | --------------------------- | ------------- | ------------------------- | ------- | --------------- |
| 1     | «Бойлэ, Бойлэ, Бойлэ»       | Ян Фитцгиббон | Крис О’Дауд и Никки Мерфи | 404,000 | 17 февраля 2014 |
| 2     | «Танец Муна (Лунный танец)» | Ян Фитцгиббон | Крис О’Дауд и Никки Мерфи | 441,000 | 24 февраля 2014 |
| 3     | «Плот с привидениями»       | Ян Фитцгиббон | Никки Мерфи               | 514,000 | 3 марта 2014    |
| 4     | «Дуэль на мячах»            | Ян Фитцгиббон | Крис О’Дауд и Никки Мерфи | 445,000 | 10 марта 2014   |
| 5     | «Мальчишник и девичник»     | Ян Фитцгиббон | Крис О’Дауд и Никки Мерфи | 429,000 | 17 марта 2014   |
| 6     | «Свадьба в Бойле»           | Ян Фитцгиббон | Крис О’Дауд и Никки Мерфи | 375,000 | 24 марта 2014   |

### Сезон 3 (2015)
12 марта 2013 года Крис О’Дауд заявил, что сценарий 3 сезона находится в разработке. 10 дней спустя, представители Sky One официально заявили о продлении сериала на 3 сезон до завершения показа 2 сезона. Показ 3 сезона начнется в конце 2013 года, вместе с серией, режиссёром которой станет О’Дауд.